# Le Magicien d'Oz
Pour les articles homonymes, voir Le Magicien d'Oz (homonymie).
Le Magicien d'Oz (titre original : The Wonderful Wizard of Oz) est un roman pour enfants écrit par Lyman Frank Baum et publié aux États-Unis en 1900 aux éditions George M. Hill Company, avec des illustrations de William Wallace Denslow. En France, il a été édité pour la première fois en 1931.

## Présentation
Grand classique de la littérature enfantine dans le monde anglophone - en première place[réf. nécessaire] avec Le Vent dans les saules écrit par Kenneth Grahame en 1908 - il en a été tiré plusieurs adaptations cinématographiques.
L'auteur a écrit une suite à ce roman : Le Merveilleux Pays d'Oz (The Marvelous Land of Oz, 1904), traduit en français tardivement en 1981 et Ozma, la princesse d'Oz (Ozma of Oz, 1907) traduit en français en 1982.

## Résumé

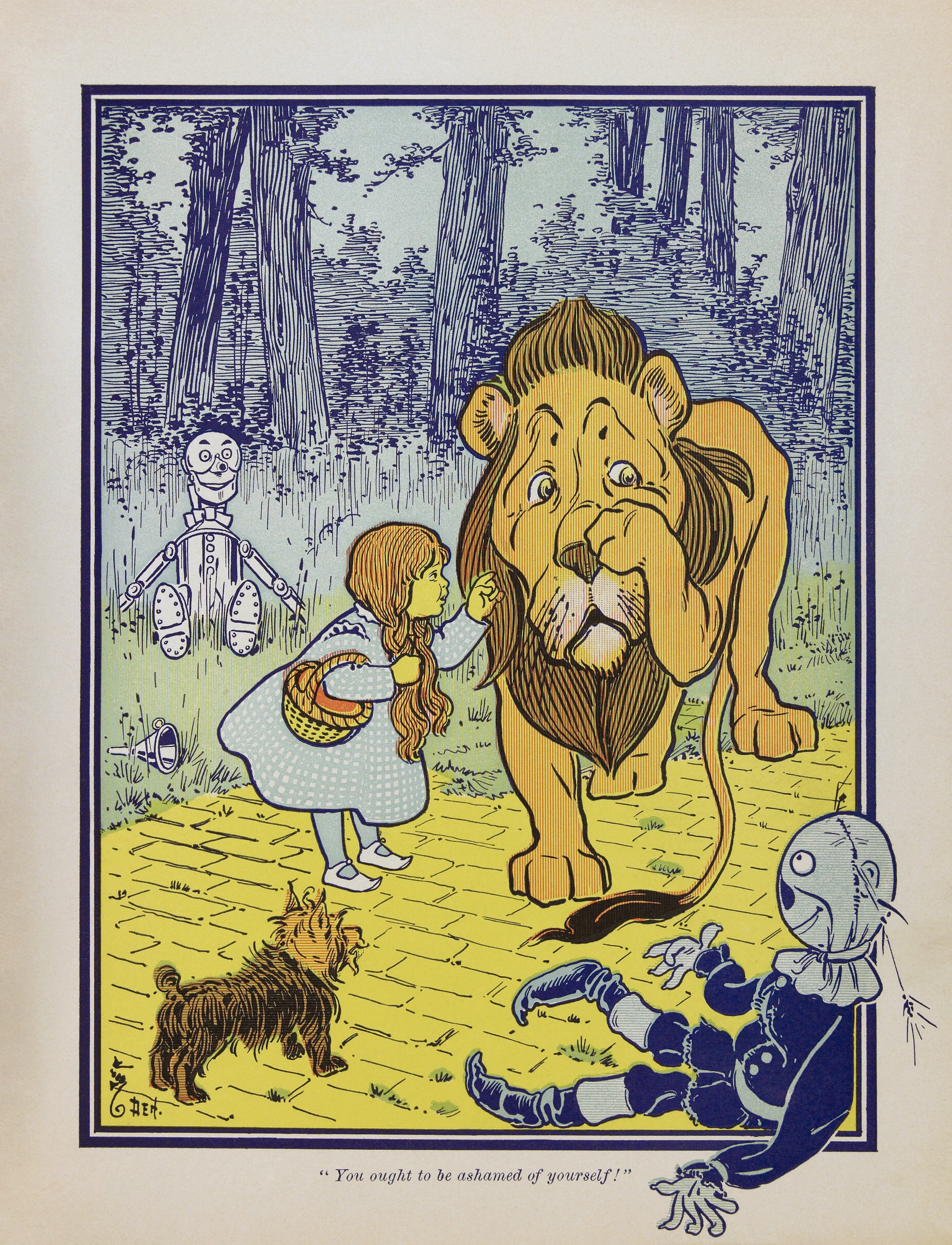
Dorothée rencontre le lion couard.

Une petite fille prénommée Dorothée (ou Dorothy selon les versions) et son petit chien Toto, qui habitent au Kansas, sont enlevés avec leur maison par une tornade et transportés dans un pays merveilleux du nom d'Oz. La maison tombe sur la méchante sorcière de l'Est et la tue sur le coup ; Dorothée récupère les souliers d'argent (de rubis dans le film de 1939) de la sorcière. Pour trouver un moyen de rentrer au Kansas, la gentille sorcière du Nord lui conseille de s'adresser au grand et puissant magicien d'Oz, qui réside dans la Cité d'Émeraude.
Pour s'y rendre il faut suivre une route de brique jaune. En chemin, Dorothée rencontre un épouvantail qui se plaint de ne pas avoir de cerveau, un bûcheron en fer blanc qui regrette de ne pas avoir de cœur, et un lion qui déplore son manque de courage. Suivant Dorothée, tous les trois se rendent auprès du magicien pour qu'il leur accorde ce qui leur manque. Le magicien accepte, à condition qu'ils éliminent la méchante sorcière de l'Ouest. Dorothée y parvient, en jetant un seau d'eau sur la sorcière, ce qui la fait fondre.
Mais le magicien se trouve être un imposteur. Il réussit tout de même à donner à l'épouvantail, au bûcheron et au lion ce qu'ils désirent, mais il lui est plus difficile de ramener Dorothée au Kansas. Il fabrique pour cela un ballon, mais celui-ci s'envole avec le magicien et sans Dorothée. En fin de compte, Dorothée peut rentrer chez elle grâce à l'aide de la gentille fée du Sud, qui lui apprend que les souliers d'argent pouvaient l'aider : il lui suffit de claquer trois fois des talons et d'exprimer un souhait.

## Interprétations économiques
L'historien Henry Littlefield a proposé en 1964 dans un article du American Quarterly une interprétation économique, toutefois très controversée. Entre 1883 et 1897, à la fin du Gilded Age, une dépression eut lieu aux États-Unis. Les agriculteurs de l'Ouest s'endettèrent lourdement. L'étalon-or avait alors cours et certains économistes préconisaient d'utiliser également l'argent. Cela aurait permis d'augmenter la quantité de monnaie, aurait entraîné l'inflation et réduit le poids réel de l'endettement des agriculteurs. Cette question fut cruciale lors de l'élection présidentielle de 1896. William Jennings Bryan attaqua alors l'étalon-or. Mais ce fut William McKinley, républicain et défenseur de l'étalon-or qui devint président. Les personnages du livre symbolisent diverses figures et des événements de l'époque :
- Dorothée : l'Américain moyen
- Toto : le parti prohibitionniste (son surnom était Teetotaler)
- Le bûcheron en fer blanc : les ouvriers
- L'épouvantail : les agriculteurs
- Le lion peureux : William Jennings Bryan
- Les Croquignons : les habitants de la côte Est
- Le magicien : Marcus Hanna, leader du Parti républicain
- La sorcière de l'Ouest : William McKinley
- La sorcière de l'Est : Grover Cleveland, président démocrate jusqu'en 1896, qui fut battu par William Jennings Bryan aux élections primaires
- La tornade : la dépression
- Les souliers d'argent : l'argent qui permettra, en touchant le chemin doré, de revenir au double étalon or-argent.

Luca Gallesi publie en 2012 l'essai C'era une volta l'economia (Il était une fois l'économie en 2015 en France) dans lequel il analyse cette approche historico-économique du Magicien d'Oz comme étant liée à la querelle du bimétallisme, reprenant ainsi la thèse de Hugh Rockoff et d'Henry Littlefield. Gregory Mankiw cite également le conte comme illustration de cet épisode économique dans son ouvrage Macroéconomie (1992).
Lors d'une interview, en 1903, au magazine Publishers Weekly, Baum annonça qu'il a tiré le nom Oz de son classeur à tiroirs, étiqueté « O–Z ».

## Accueil critique et censure
Lors de sa publication en 1900, Le Magicien d'Oz a reçu un accueil critique positif. The New York Times en fait l'éloge, le considérant comme un exemple du renouveau de la littérature de jeunesse. L'article suppose qu'il devrait plaire grandement aux jeunes lecteurs et salue la qualité des illustrations qui constituent un agréable complément du texte. 
Toutefois, le roman est plus tard accusé de véhiculer des idéaux malsains et impies et en 1928, les bibliothèques publiques américaines censurent le livre sous prétexte qu'il « dépeint des personnages de femmes fortes dans des rôles de leader ».
En 1957, c'est en arguant que les romans de Baum n'ont « aucune valeur pour les enfants d'aujourd'hui » que le directeur des bibliothèques publiques de Détroit censure à nouveau ses livres. Il ajoute que les histoires et les personnages encouragent « la négativité et un esprit de lâcheté chez les enfants ».

## Éditions françaises
(liste non exhaustive)
- 1931 : Éditions Denoël et Steele, collection "La Bibliothèque merveilleuse" ; traduction de Marcelle Gauwin, 249 p
- 1964 : Hachette, collection "Nouvelle Bibliothèque rose" no 156, traduction de Jean Muray, illustrations de Romain Simon, 126 p.
- 1968 :  le magicien du PAYS VERT , Éditions Hallmark , G. P. , Rouge et Or, collection "Pop-hop", illustrations de David Chambers et de John Spencer, 24 p.
- 1976 : Le Magicien du pays vert, d'après le conte de L. Frank Baum, Éditions G. P., collection "Pop-hop", illustrations de Karen Avery.
- 1979 : Éditions Flammarion, Collection "Bibliothèque du chat perché", illustrations de W. W. Denslow, traduit par Yvette Métral, 271 p.  (ISBN 2-08-091714-5).
- 1984 : Flammarion, collection J'ai Lu no 1652, format poche, traduit par Yvette Métral, 155 p.  (ISBN 2-277-21652-6).
- 1990 : Éditions Hatier, traduit par Yvette Métral, illustré par Kelek, 131 p.  (ISBN 2-218-02749-6).
- 1993 : Éditions Hachette Jeunesse, collection "Le Livre de poche Jeunesse" no 383, traduit par Marianne Costa, illustré par Christophe Durual, 250 p.  (ISBN 2-01-019879-4). Réédition en 2003 chez le même éditeur dans la même collection,  (ISBN 2-01-322181-9).
- 1993 : Gallimard Jeunesse, collection Folio Junior, no 695, traduit par Mona de Pracontal, illustrations de William Wallace Denslow, 188 p.,  (ISBN 2-07-056752-4). Réédition en 2002 chez le même éditeur dans la même collection,  (ISBN 2-07-051621-0).
- 2007 : Flammarion, collection "Étonnants classiques" no 315, présentation, notes, chronologie et dossier par Jean-Philippe Taboulot ; traduction d'Yvette Métral, 193 p.  (ISSN 1269-8822).
- 2013 : Pocket, coll. « Pocket. 1,55 euro », nouvelle traduction de Didier Sénécal  (ISBN 978-2-266-21887-0)
- 2014 : Gründ, collection "Lectures de toujours", illustrations de Michael Foreman, traduction de Marcelle Gauvin, 192 p.  (ISBN 978-2-3240-0610-4).
- 2015 : SEDRAP, collection "Classique en tête", illustrations de Marion Arbona, adaptation de Patrice Cartier, 103 p.  (ISBN 978-2-7581-4259-1).
- 2015 : Éditions du Mont, illustrations de William Wallace Denslow, adaptation de Patrice Cartier, 48 p.  (ISBN 978-2-915652-40-6).
- (en) livre électronique du Projet Gutenberg http://www.gutenberg.org/files/55/55-h/55-h.htm, 2008

## Adaptations
Plusieurs adaptations cinématographiques ont été tirées de ce livre. La plus célèbre est le film musical de Victor Fleming (1939), avec Judy Garland dans le rôle de Dorothy Gale et Frank Morgan dans le rôle du magicien. Les chansons du film (Over the Rainbow, Follow the Yellow Brick Road et We're Off to See the Wizard) sont particulièrement célèbres.  
Plusieurs séries télévisées ont été adaptées de l'œuvre, comme Emerald City, réalisée en 2016 et diffusée en 2017.

## Suites
L. Frank Baum écrivit de nombreuses suites au roman. Il y approfondit sa description du pays d'Oz et invente plusieurs pays voisins. Après la mort de L. F. Baum, d'autres romans furent écrits par d'autres auteurs, les premiers étant Ruth Plumly Thompson, John R. Neill et Jack Snow.